# 21282 Shimizuyuka
21282 Shimizuyuka è un asteroide della fascia principale. Scoperto nel 1996, presenta un'orbita caratterizzata da un semiasse maggiore pari a 2,3034204 UA e da un'eccentricità di 0,2056873, inclinata di 21,89044° rispetto all'eclittica.